# Tokusō Sentai Dekaranger
Tokusō Sentai Dekaranger (特捜戦隊デカレンジャー Tokusou Sentai Dekarenjā?)(traducido como Escuadrón de Policía Especial Dekaranger) es la 28.ª temporada de la franquicia Super Sentai Series, producida por Toei Company y emitida en TV Asahi del 15 de febrero de 2004 al 6 de febrero de 2005, constando de 50 episodios. Es en esta temporada que por primera vez, al final del último episodio de la serie se añadió la escena del "Paso de antorcha" (handoff) en la que el líder (guerrero rojo) del escuadrón victorioso (Dekaranger en este caso) le desea éxito a su similar sucesor, el líder del siguiente escuadrón en su nueva misión; repitiéndose esta escena en los finales de las posteriores temporadas sucesivamente hasta hoy.

## Argumento
El universo se ha unido de tal forma que los alienígenas de todos los planetas han logrado convivir en paz. La historia comienza cuando Banban Akaza llega a la Tierra, a la ciudad de Megalopolis. Su comandante le asigna a la S.P.D. (Special Police Dekaranger). En ese momento, Agente Abrella, un traficante de armas Alienizer, pone su punto de mira destructivo en la Tierra, ayudando a los criminales de allí. Es el trabajo de los Dekaranger detenerlos y traerlos ante la justicia. La SPD de la Tierra se localiza en la Deka Base, bajo el comando de Doggie Cruger.

## Personajes

### Dekaranger
Los Dekaranger no usan casi nunca sus nombres en la serie, y se nombran por motes. 
- Banban Akaza (赤座 伴番 Akaza Banban?)/Deka Red (デカレッド デカレッド?): De mote "Ban" (バン?). Estaba entrenándose en el espacio hasta que le asignaron a la unidad de la Tierra. Tiene una personalidad caótica, pero amistosa y leal hasta la muerte. Le llevó un tiempo ganarse la confianza de Hoji, con quien chocó bastante al principio. Su número es el 1. Suele viajar en la Machine Dóberman con Jasmine cuando van de patrulla.
- Hoji Tomasu (戸増 宝児 Tomasu Hōji?)/Deka Blue (デカブルー Deka Burū?): De mote "Hoji" (ホージー Hōjī?). Es el miembro más profesional del equipo. Tiende a mostrarse arrogante sobre sus habilidades, y es tremendamente terco. Tampoco permite que su vida personal ni sus emociones interfieran con su trabajo como detective. Suele soltar frases en inglés, las más repetidas "Perfect!" o "Super cool!" cuando acaba con un criminal; y también suele decir "Unbelievable!" cuando algo le sorprende o "Oh my God!" cuando algo le provoca un shock. Su número es el 2. Es un excelente francotirador, con una puntería soberbia. Desde el principio choca con Ban, pero es porque este ha reemplazado a su anterior comandante como Deka Red, y le cuesta aceptarlo, aunque con el tiempo irán limando asperezas.
- Sen'ichi Enari (江成 仙一 Enari Sen'ichi?)/Deka Green (デカグリーン Deka Gurīn?): De mote "Sen-chan" (センちゃん?). Nació en una familia pobre, y tiene seis hermanos. Es el cerebro del equipo, con una habilidad notable para pensar las cosas. Extrañamente, rinde mejor cuando está parado de cabeza, y llama a esta postura "La postura de pensar". Su número es el 3. Tiene miedo a la oscuridad y claustrofobia, causadas porque se cayó a un pozo cuando era pequeño. Un policía le rescató, y esto inspiró su vocación de policía. Suele mantener una compostura calmada y excéntrica, pero dicen que da mucho miedo cuando se enfada.
- Marika Reimon (礼紋 茉莉花 Reimon Marika?)/Deka Yellow (デカイエロー Deka Ierō?): De mote "Jasmine" (ジャスミン Jasumin?). Tiene habilidades psíquicas, como percibir sensaciones de otros al tocar un objeto o visitar un lugar que su objetivo ha tocado o donde ha estado, aunque si las utiliza demasiado puede agotarse. Lleva guantes para controlar sus poderes cuando no los necesita. Su número es el 4. Es una persona calmada y tranquila, aunque en el pasado consideró el suicidio dejando que un Alienizer la matara por su depresión provocada por su incapacidad de controlar sus poderes. Sin embargo, Doggie la rescató y la reclutó en ese momento.
- Kōme Kodō (胡堂 小梅 Kodō Kōme?)/Deka Pink (デカピンク Deka Pinku?): De mote "Umeko" (ウメコ?). Viaja en la Machine Bull con Sen-chan, y suele trabajar con él. Tiende a ser una boba y muy temperamental, pero es muy amable y simpática, y suele mantener unido al equipo en las peores circunstancias con su alegría. Pasa todo el tiempo que puede en una bañera de burbujas con sus tres patos de goma, a quienes llama Umeyo, Umenosuke y Umegoro. Su número es el 5. Aunque Doggie Kruger es el líder de los Dekaranger de la Tierra, Umeko afirma que es la "líder de campo" del equipo. Es una maestra del disfraz, capaz de cambiarse instantáneamente de ropa incluso dentro de la bañera.
- Tekkan Aira (姶良 鉄幹 Aira Tekkan?)/Deka Break (デカブレイク Deka Bureiku?): De mote "Tetsu" (テツ?). Es un miembro de súper élite de la SPD de Tokkyō, enviado a la Tierra para luchar contra los Hermanos Infernales, un grupo de élite de Alienizer que ya habían destruido 79 planetas, siendo la Tierra el siguiente. Su número es el 6, escrito en romano VI. Un Alienizer llamado Genio mató a sus padres cuando tenía cinco años y fue criado por la Policía Espacial fuera del planeta. Su frase más repetida es "Nonsense!", en inglés.  Al principio, se mostraba distante con los otros Dekaranger, pero acaba entablando amistad con ellos. Además, trata a Umeko como si fuera una hermana pequeña, y desarrolla una amistad íntima con Ban, a quien llama "compañero".

#### Personal de la S.P.D.
- Doggie Kruger (ドギー・クルーガー Dogī Kurūgā?)/Deka Master (デカマスター Deka Masutā?): De mote "Boss" ("Jefe"). Es un alienígena del planeta Anubis, y el comandante de la unidad SPD de la Tierra. Fue una leyenda en su época como Dekaranger, ganándose su otro mote, el Perro Guardián del Infierno (地獄の番犬 Jigoku no Banken?). Es un líder duro y honorable, y hará cualquier cosa para salvar a aquellos que le importan. Parece tener sentimientos hacia su ayudante Swan, entrando en pánico cuando oye que tiene algún admirador. También ayuda ocasionalmente a los Dekaranger como Deka Master. Su número es el 100, que viene de su habilidad para derribar a 100 enemigos consecutivos sin ser derrotado. Además de ser un perro.
- Swan Shiratori (白鳥スワン Shiratori Suwan?)/Deka Swan (デカスワン Deka Suwan?): De mote "Swan-san" (スワンさん Suwan-san?). Es conocida como "La Inmaculada Estrella Curativa". Es la ayudante de Kruger, y viene del planeta Cigno, aunque Swan en concreto es mitad humana. Es quien proporciona a los Dekaranger su arsenal, y les ayuda constantemente con su impresionante inteligencia. Puede transformarse en Deka Swan, aunque su política es no transformarse más de una vez cada cuatro años. Parece que Swan y Doggie son algo más que amigos, aunque los dos lo niegan rotundamente. Su número es bien el 7, representado por un heptágono, o bien 99, ya que el heptágono recuerda el kana "blanco" (白 shiro?).
- Lisa Teagle (リサ・ティーゲル Risa Tīgeru?)/Deka Bright (デカブライト Deka Buraito?): Es la jefa suprema de toda la rama de Contraataque a la actividad criminal especial. Tetsu la llama "jefa". Es una oficial de alto rango de la SPD del planeta Lumiere, con una medalla de oro como Tetsu, de quien es su mentora. Su número es el 7, con el numeral romano VII recolocado estilísticamente como IVI. Ella entrenó a Tetsu para que no tuviera pasiones y fuera eficiente, el tipo de policía que todos piensen que es el "policía perfecto", pero todo eso se pone en peligro cuando él llega a la Tierra.
- Mary Gold (メアリー・ゴールド)/Deka Gold (デカゴールド): Apareció en la película de Dekaranger. Llegó del planeta lesile entrando a un bar extranjero, tiene el poder de detener el tiempo por corto periodo, tiene sentimientos por Ban, su tiempo de transformación duró pocos segundos ya que después de que la dispararon, la obligaron a apagarse. Su nombre es un juego de palabras con el cempasuchil y su número es el 10 representado por el número romano X.

### Aliados
- Murphy K-9  (マーフィー Māfī K9?): Un perro mecánico utilizado para seguir a criminales y objetos usando su sentido especial del olfato. Se puede mover extremadamente rápido, es leal a sus amigos, sobre todo a Umeko, y suele detectar cuando están en peligro desde largas distancias, yendo a ayudar a toda velocidad. Cuando se le da la Key Bone, se transforma en el D-Bazooka, una poderosa arma de los Dekaranger. Tiende a mostrarse dominante sobre Doggie levantando la pata y echándole líquido refrigerante en el pie.
- Numa Ō (ヌマ・O?): Es un alienígena del planeta Horus, y el comandante supremo de toda la S.P.D. Tiene muy buena relación con Doggie y Swan y en su trabajo es muy profesional.
- Gyoku Rō (ギョク・ロウ Gyoku Rō?): Era el antiguo líder de los Dekaranger hasta que abandonó el equipo tras un accidente que hirió gravemente sus piernas. Después de esto desapareció sin dejar rastro hasta que Ban se vio obligado a contactarlo para pedirle ayuda. Hacia el final de la serie se revela que en realidad nunca abandonó a la SPD, si no que fingió su deserción para embarcarse en una misión de alto riesgo, misma que le impedía contactar a su antiguo equipo a menos que fuera absolutamente necesario.

### Arsenal
- SP Shooter (SPシューター Esupī Shūtā?): Cada Dekaranger tiene un SP Shooter, una de las armas que llevan cuando van transformados.
- D-Schop (ディースコップ Dī Sukoppu?): Una pala plegable con las marcas de SPD. "Schop" significa "pala" en neerlandés.
- D-Wapper (ディーワッパー Dī Wappā?): Cada Dekaranger tiene unas esposas D-Wapper incorporadas en su cinturón para arrestar criminales. "Wappa" significa anillo en japonés.
- SP Licence (SPライセンス  Esupī Raisensu?): Son los dispositivos y placas de transformación de los Dekaranger. Se dividen en las SP License de los cinco Dekaranger principales, la Master License (マスターライセンス Masutā Raisensu?) de Deka Master y la Swan License (スアンライセンス Suan Raisensu?). Como son la vida de un Dekaranger, perderlas aunque sea un segundo se considera una gran ofensa. También sirven como dispositivos de comunicación o para grabar videos cortos y analizar al enemigo. El comando de transformación es "Emergency! Dekaranger!".
  - Judgment Scanner (判定スキャナ Hantei sukyana?): Una habilidad de las SP Lincence que permite a los Dekaranger juzgar a los Alienizer. Si muestra una O azul, el sospechoso es inocente y se le debe dejar libre, o sus crímenes no son lo suficientemente graves para requerir su "borrado". Si muestra una X roja, el criminal en cuestión debe ser "borrado" (eliminado) a primera vista.
- Hybrid Magnum (ハイブリッドマグナム Haiburiddo Magunamu?): Creado a partir de D-Magnum 01 & 02, las armas personales de Deka Red.
- D-Knuckle (ディーナックル Dī Nakkuru?): Un arma con apariencia de guantelete que incrementa el puñetazo de su usuario.
- D-Rods (ディーロッド Dī Roddo?): Unas porras con forma de juttes que usan Hoji y Sen.
- D-Stick (ディースティック Dī Sutikku?): Unas porras con apariencia de floretes que usan Jasmine y Umeko. También tienen unas pequeñas bombas llamadas Zeni Bombs, anexadas a los mangos.
- D-Sniper (ディースナイパー Dī Sunaipā?), D-Blaster (ディーブラスター Dī Burasutā?) y D-Shot (ディーショット Dī Shotto?): Son las posibles combinaciones del D-Rod, el D-Stick y el D-Knuckle. El D-Sniper tiene la mayor precisión y rango de alcance, el D-Blaster tiene el mayor poder y frecuencia de disparo y el D- Shot es la más balanceada de las tres
- D-Bazooka (ディーバズーカ Dī Bazūka?): Después de darle a Murphy la Key Bone, se convierte en el D-Bazooka, un cañón de alta potencia que los Dekaranger principales usan como arma definitiva primaria.
- D-Sword Vega (ディーソード・ベガ Dī Sōdo Bega?): Una espada que lleva Deka Master. Cuando está envainada, parece de hojalata, pero cuando la activa, se revela su metal de plata. También tiene una función pistola y varios ataques definitivos.
- BraceThrottle (ブレスロットル Buresurottoru?): El dispositivo de transformación de Tetsu. Al activarse, permite al usuario realizar ataques especiales de puñetazo. Tiene también los modos de otros SPD Arms, y a veces puede servir como sistema de soporte vital o como extintor de incendios, entre otras muchas funciones.
- D-Revolver (ディーリボルバー Dī Riborubā?): Una pistola lanza-rayos de alta potencia que usan los Dekaranger en modo SWAT. Su poder es mucho mayor que el Hybrid Magnum. Cuando se usa en potencia máxima, puede borrar a los Alienizer. También lo pueden usar en combinación con el Deka Wing Cannon.
- Deka Vehicles (デカビークル Deka Bīkuru?): Los vehículos que usan los Dekaranger como medio de transporte. Cada uno tiene el nombre de una raza de perro.
  - Machine Doberman (マシンドーベルマン Mashin Dōberuman?): Un Toyota Celica que usan Deka Red y Deka Yellow. Puede viajar a 500 km/h.
  - Machine Bull (マシンブル Mashin Buru?): Un Toyota WiLL VS que usan Deka Green y Deka Pink. Viaja a 350 km/h.
  - Machine Husky (マシンハスキー Mashin Hasukī?): Una motocicleta Kawasaki que usa Deka Blue. Viaja a 300 km/h.
  - Machine Boxer (マシンボクサー Mashin Bokusā?): Un monociclo motorizado que usa Deka Break. Viaja a 330 km/h.
- SPD Helicopter (SPDヘリコプター Esu Pī Dī Herikoputā?): Un helicóptero que pilota Deka Master.
- SPD Spaceship (SPDスペースシップ Esu Pī Dī Supēsushippu?): Una nave espacial que Buntar destruyó para probar a los Dekaranger.

### Mechas
Los SPD Mechas son fabricados por la SPD para uso de los Dekaranger. "Pat" es un apócope de "Patrol" o "Patrulla".
- Dekaranger Robo (デカレンジャーロボ Dekarenjā Robo?): Es el fruto de la combinación de las cinco Deka Machines (デカマシン Deka Mashin?).
  - Pat Striker (パトストライカー Pato Sutoraikā?): El coche de policía de seis ruedas de Deka Red, que puede usar sus Striker Arms (ストライカーアーム Sutoraikā Āmu?) para manipular objetos. Forma la cabeza, torso y muslos de Dekaranger Robo.
  - Pat Gyror (パトジャイラー Pato Jairā?): El girocóptero de Deka Blue, armado con las pistolas Gyro Vulcan (ジャイロバルカン Jairo Barukan?). Tiene una Magnet Wire (マグネワイヤー Magunetto Waiyā?) que utiliza para llevar objetos grandes. Forma la pierna izquierda de Dekaranger Robo.
  - Pat Railer (パトレーラー Patorērā?): El tráiler blindado de Deka Green. Lleva una gran espada que puede usarse en combate. Forma la pierna derecha de Dekaranger Robo.
  - Pat Armor (パトアーマー Pato Āmā?): El coche blindado de Deka Yellow, armado con las luces (Light Flash (ライトフラッシュ Raito Furasshu?) que ciegan a sus enemigos. Forma el brazo derecho de Dekaranger Robo.
  - Pat Signer (パトシグナー Pato Shigunā?): El coche de señalización de Deka Pink, equipado con un enorme letrero plegable que se usa para redirigir el tráfico y avisar a los civiles, y que también sirve como versión gigante del Judgement Scanner. Forma el brazo izquierdo de Dekaranger Robo.
- Deka Bike (デカバイク Deka Baiku?): Es una motocicleta gigante que pilota Deka Break. Se puede transformar en el Deka Bike Robo (デカバイクロボ Deka Baiku Robo?). Dekaranger Robo puede montarlo.
- Super Dekaranger Robo (スーパーデカレンジャーロボ Sūpā Dekarenjā Robo?): Fruto de la combinación de Dekaranger Robo y Deka Bike. Puede utilizar sus motores jet para maniobrar a velocidades sobrehumanas.
- Deka Wing Robo (デカウィングロボ Deka Wingu Robo?): Fruto de la combinación de los Pat Wings (パトウィング Pato Wingu?), creados por Swan para batallas aéreas o en el espacio exterior, y diseñadas para que las utilicen los Dekaranger en SWAT Mode.
  - Pat Wing 1 (パトウィング１ Pato Wingu Wan?): Lo pilota Deka Red, y es el más rápido de los cinco. Forma la cabeza, torso y muslos de Deka Wing Robo.
  - Pat Wing 2 (パトウィング２ Pato Wingu Tsū?): Lo pilota Deka Blue. Tiene una gran estabilidad, y es capaz de quedarse suspendido en una posición en el aire. Forma los brazos de Deka Wing Robo.
  - Pat Wing 3 (パトウィング３ Pato Wingu Surī?): Lo pilota Deka Green. Tiene una gran confidencialidad y es adecuado para el transporte de objetos peligrosos. Forma las piernas de Deka Wing Robo.
  - Pat Wing 4 (パトウィング４ Pato Wingu Fō?): Lo pilota Deka Yellow. Puede hacer vuelo sigiloso, y tiene la estructura más resistente de los cinco. Forma el pie derecho de Deka Wing Robo.
  - Pat Wing 5 (パトウィング５ Pato Wingu Faibu?): Lo pilota Deka Pink. Está equipado con un gran altavoz que puede emitir advertencias a los Alienizer o a los civiles para que busquen refugio, y también tiene equipamiento para extinguir incendios. Forma el pie izquierdo de Deka Wing Robo.
- Deka Base (デカベース Deka Bēsu?): Es el cuartel general principal de la SPD de la Tierra, y la base de operaciones de Doggie Kruger. En modo base, puede atacar con un láser, pero se puede transformar en un vehículo, el Deka Base Crawler (デカベースクローラー Deka Bēsu Kurōrā?).

### Alienizers
Es la clasificación dada a los alienígenas que cometen diversas formas de crimen, en la Tierra y en otros planetas. Ellos caen bajo la jurisdicción de la Policía Especial Dekaranger.
- Agente Abrella (エージェント・アブレラ Ējento Aburera?): Es un agente Alienizer que llega a la Tierra desde su planeta natal, Planet Rain, un mundo en el que llueve constantemente, lo que explica la necesidad de Abrella de una lluvia constante para sobrevivir. Es la figura más siniestra del mercado negro galáctico, responsable único de provocar guerras en siete galaxias y de paso la muerte de miles de millones de vidas. Suele aparecer ofreciendo sus servicios a los criminales alienígenas, proporcionándoles Mechanoids y Robots por el precio adecuado. Al principio actúa en las sombras, y su deseo es un "mundo basado en el dinero y el crimen". Después sale de las sombras y comienza a atacar abiertamente a los Dekaranger.
- Mechanoids (メカ人間 Meka Ningen?): Son los soldados de campo androides que crea Abrella y que los Alienizers que contratan sus servicios utilizan.
  - Igaroids (イーガロイド Īgaroido?): El mayor rango. Usan espadas para atacar. Pueden hablar lenguas humanas, incluido el japonés.
  - Batsuroids (バーツロイド Bātsuroido?): Androides que lideran a los Anaroids. Pueden usar pistolas montadas a mano para disparar a los enemigos, y después espadas.
  - Anaroids (アーナロイド Ānaroido?): Unos androides que aparecen de granadas que lanza un Alienizer o un Batsuroid.

## Episodios
Los episodios se conservan con el título en inglés, ya que así se muestran también en la serie original, escritos en katakana.
1. Fireball Newcomer (ファイヤーボール・ニューカマー Faiyābōru Nyūkamā?, El recién llegado de la bola de fuego)
2. Robo Impact (ロボ・インパクト Robo Inpakuto?, Robo-impacto)
3. Perfect Blue (パーフェクト・ブルー Pāfekuto Burū?, Azul perfecto)
4. Cyber Dive (サイバー・ダイブ Saibā Daibu?, Cyber buceo)
5. Buddy Murphy (バディ・マーフィー Badi Māfī?, El compañero Murphy)
6. Green Mystery (グリーン・ミステリー Gurīn Misuterī?, El misterio verde)
7. Silent Telepathy (サイレント・テレパシー Sairento Terepashī?, Telepatía silenciosa)
8. Rainbow Vision (レインボー・ビジョン Reinbō Bijon?, Visión arcoíris)
9. Stakeout Trouble (ステイクアウト・トラブル Suteikuauto Toraburu?, Problema de replanteo)
10. Trust Me (トラスト・ミー Torasuto Mī?, Confía en mí)
11. Pride Sniper (プライド・スナイパー Puraido Sunaipā?, El francotirador orgulloso)
12. Babysitter Syndrome (ベビーシッター・シンドローム Bebīshittā Shindorōmu?, El síndrome de niñer)
13. High Noon Dogfight (ハイヌーン・ドッグファイト Hai Nūn Doggufaito?, Pelea de perros al mediodía)
14. Please, Boss (プリーズ・ボス Purīzu Bosu?, Por favor, jefe)
15. Android Girl (アンドロイド・ガール Andoroido Gāru?, La chica androide)
16. Giant Destroyer (ジャイアント・デストロイヤー Jaianto Desutoroiyā?, El destructor gigante)
17. Twin Cam Angel (ツインカム・エンジェル Tsuin Kamu Enjeru?, El ángel de cámaras gemelas)
18. Samurai Go West (サムライ・ゴーウエスト Samurai Gō Uesuto?, El samurái va al oeste)
19. Fake Blue (フェイク・ブルー Feiku Burū?, Azul falso)
20. Running Hero (ランニング・ヒーロー Ranningu Hīrō?, El héroe corredor)
21. Mad Brothers (マッド・ブラザーズ Maddo Burazāzu?, Los hermanos locos)
22. Full Throttle Elite (フルスロットル・エリート Furu Surottoru Erīto?, Élite a todo gas)
23. Brave Emotion (ブレイブ・エモーション Bureibu Emōshon?, Emoción valiente)
24. Cutie Negotiator (キューティー・ネゴシエイター Kyūtī Negoshietā?, El negociador adorable)
25. Witness Grandma (ウィットネス・グランマ Wittonesu Guranma?, La abuela testigo)
26. Cool Passion (クール・パッション Kūru Passhon?, Pasión fría)
27. Funky Prisoner (ファンキー・プリズナー Fankī Purizunā?, El prisionero miedoso)
28. Alienizer Returns (アリエナイザー・リターンズ Arienaizā Ritānzu?, Regresa el Alienizer)
29. Mirror Revenger (ミラー・リベンジャー Mirā Ribenjā?, El vengador del espejo)
30. Gal Hazard (ギャル・ハザード Gyaru Hazādo?, El peligro de la chica)
31. Princess Training (プリンセス・トレーニング Purinsesu Torēningu?, El entrenamiento de princesa)
32. Discipline March (ディシプリン・マーチ Dishipurin Māchi?, La marcha de la disciplina)
33. SWAT Mode On (スワットモード・オン Suwatto Mōdo On?, Modo SWAT activado)
34. Celeb Game (セレブ・ゲーム Serebu Gēmu?, Juego de famosos)
35. Unsolved Case (アンソルブド・ケース Ansorubudo Kēsu?, Caso sin resolver)
36. Mother Universe (マザー・ユニバース Mazā Yunibāsu?, Madre universo)
37. Hard Boiled License (ハードボイルド・ライセンス Hādo Boirudo Raisensu?, Licencia cocida)
38. Cycling Bomb (サイクリング・ボム Saikuringu Bomu?, La bicicleta bomba)
39. Requiem World (レクイエム・ワールド Rekuiemu Wārudo?, El mundo del réquiem)
40. Gold Badge Education (ゴールドバッヂ・エデュケーション Gōrudo Baddji Edyukēshon?, La educación de la medalla de oro)
41. Trick Room (トリック・ルーム Torikku Rūmu?, La habitación de los trucos)
42. Skull Talking (スカル・トーキング Sukaru Tōkingu?, La calavera que habla)
43. Meteor Catastrophe (メテオ・カタストロフ Meteo Katasutorofu?, La catástrofe del meteoro)
44. Mortal Campaign (モータル・キャンペーン Mōtaru Kyanpēn?, Campaña mortal)
45. Accidental Present (アクシデンタル・プレゼント Akushidentaru Purezento?, Presente accidental)
46. Propose Panic (プロポーズ・パニック Puropōzu Panikku?, La proposición del pánico)
47. Wild Heart, Cool Brain (ワイルドハート・クールブレイン Wairudo Hāto Kūru Burein?, Corazón salvaje, cerebro frío)
48. Fireball Succession (ファイヤーボール・サクセション Faiyābōru Sakuseshon?, La sucesión de la bola de fuego)
49. Devil's Deka Base (デビルズ・デカベース Debiruzu Deka bēsu?, La Deka Base del diablo)
50. Forever Dekaranger (フォーエバー・デカレンジャー Fōebā Dekarenjā?, Por siempre Dekaranger)

### Películas
- Tokusō Sentai Dekaranger The Movie: Full Blast Action (特捜戦隊デカレンジャー THE MOVIE フルブラスト・アクション Tokusō Sentai Dekarenjā Za Mūbī Furu Burasto Akushon?): Estrenada el 11 de septiembre de 2004.
- Tokusō Sentai Dekaranger vs. Abaranger (特捜戦隊デカレンジャーVSアバレンジャー Tokusō Sentai Dekarenjā tai Abarenjā?): Película crossover entre Dekaranger y su serie predecesora Bakuryū Sentai Abaranger. Estrenada el 25 de marzo de 2005
- Tokusō Sentai Dekaranger: 10 Years After (特捜戦隊デカレンジャー 10 YEARS AFTER Tokusō Sentai Dekarenjā: Ten Iyāzu Afutā?): Especial para video que actúa como epílogo de la serie. Estrenado el 7 de octubre de 2015.
- Girls in Trouble: Space Squad: Episode Zero (ガールズ・イン・トラブル スペース・スクワッド エピソードゼロ Gāruzu In Toraburu Supēsu Sukuwaddo Episōdo Zero?): Especial para video que actúa como prólogo de Uchuu Keiji Gavan vs. Tokusou Sentai Dekaranger. Estrenado el 17 de junio de 2017.
- Space Squad: Uchū Keiji Gavan vs. Tokusou Sentai Dekaranger (スペース・スクワッド ギャバンVSデカレンジャー Supēsu Sukuwaddo Gyaban Tai Dekarenja?): Especial para video, es un crossover entre Dekaranger y Uchū Keiji Gavan de la franquicia Metal Hero. Estrenado el 17 de junio de 2017.
- Tokusou Sentai Dekaranger 20th: Fireball Booster (特捜戦隊デカレンジャー 20th ファイヤーボール・ブースター Tokusō Sentai Dekarenjā Tuentīsu Faiyābōru Būsutā?): Un V-Cinema próximo a estrenarse en el 2024, en cines su estreno está previsto para el verano de 2024 y su lanzamiento en formato doméstico para el 13 de noviembre de 2024, para conmemorar el 20.º aniversario de la conclusión de la serie, lo que convierte a Dekaranger en la tercera serie Super Sentai en recibir una película especial del vigésimo aniversario después de Ninpū Sentai Hurricaneger y Bakuryū Sentai Abaranger.[1]

## Reparto
- Banban Akaza: Ryuji Sainei
- Hōji Tomasu: Tsuyoshi Hayashi
- Sen'ichi Enari: Yōsuke Ito
- Marika Reimon: Ayumi Kinoshita
- Kōme Kodō: Mika Kikuchi
- Tekkan Aira: Tomokazu Yoshida
- Doggie Kruger: Tetsu Inada
- Swan Shiratori: Mako Ishino
- Lisa Teagle: Mie Nanamori
- Numa Ō: Kazuhiko Kishino
- Gyoku Rō: Daisuke Namikawa
- Agente Abrella: Ryūsei Nakao
- Igaroids: Kazuya Nakai
- Narrador: Toshio Furukawa

## Temas musicales

### Tema de apertura
- Tokusō Sentai Dekaranger特捜戦隊デカレンジャー (Tokusō Sentai Dekarenjā?)
  - Letra: Yumi Yoshimoto
  - Música: Ayumi Miyazaki
  - Arreglos: Seiichi Kyōda
  - Intérprete: Psychic Lover

### Tema de cierre
- Midnight Dekaranger (ミッドナイト デカレンジャー Middonaito Dekarenjā?)
  - Letra: Shoko Fujibayashi
  - Música: Hideaki Takatori
  - Arreglos: Kōichirō Kameyama
  - Intérprete: Isao Sasaki

- Girls in trouble! DEKARANGER
  - Letra: Shoko Fujibayashi
  - Música: Yūmao
  - Arreglos: Yukihiko Nishihata (西端 幸彦 Nishihata Yukihiko?)
  - Intérpretes: "Jasmine" (ジャスミン Jasumin?) y "Umeko" (ウメコ?) con Dekaren Boys (デカレンボーイズ Dekaren Bōizu?) (Ayumi Kinoshita, Mika Kikuchi, Ryuji Sainei, Tsuyoshi Hayashi y Yousuke Itou)
  - Episodios: 17, 24, 27, 31, 35 y 39.